# Epistolario

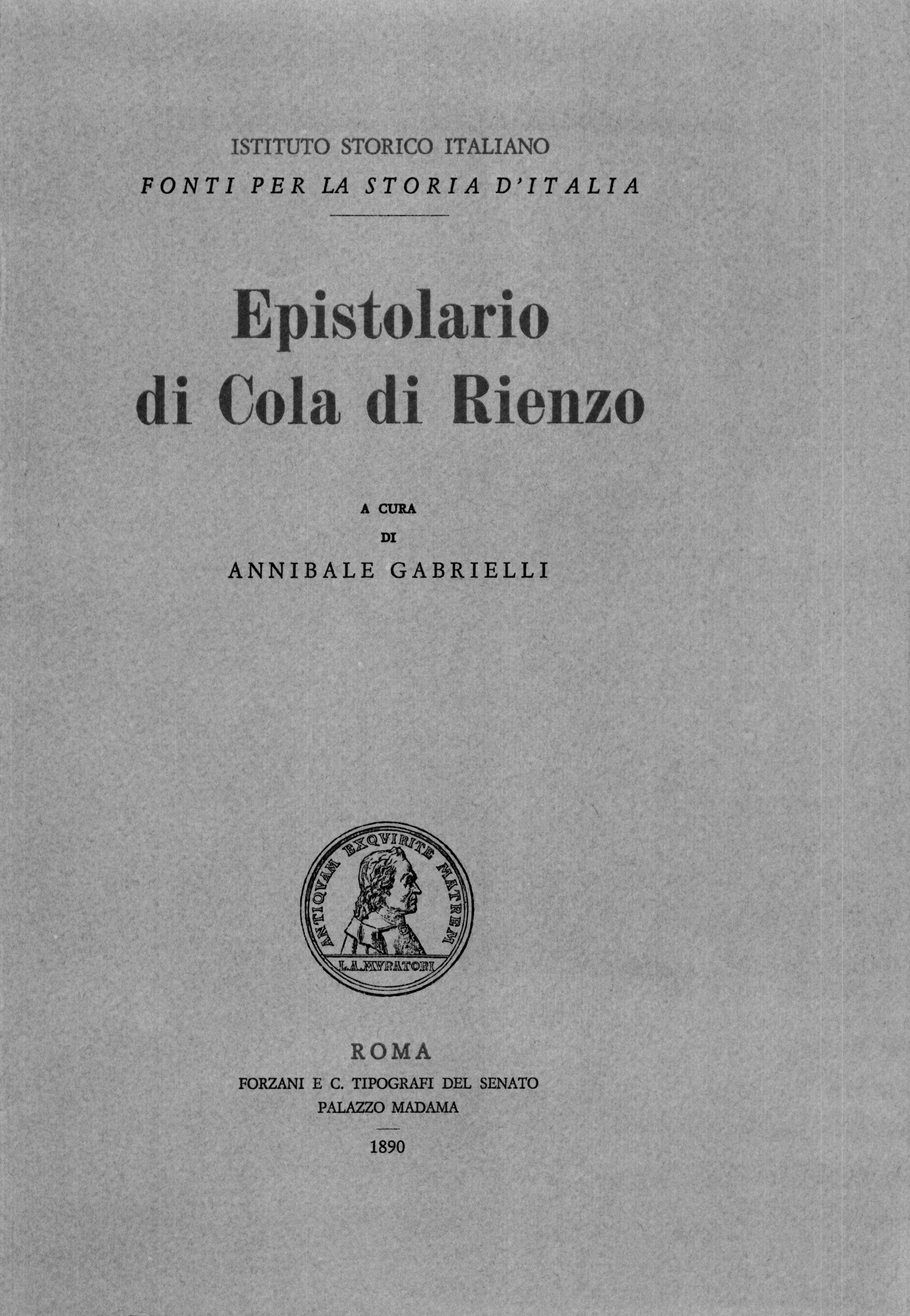
Epistolario di Cola di Rienzo, 1890

L'epistolario è una raccolta di lettere, pubbliche o private, di un certo autore.

## Storia
Il primo epistolario moderno fu composto da Francesco Petrarca e costituì un modello nel genere usato dall'Umanesimo in poi.
Ci sono autori celebri soprattutto per le loro lettere, come Plinio il Giovane, Ugo Foscolo e Madame de Sévigné; altri, invece, i cui epistolari, pur non essendo fondamentali per la comprensione della loro opera, si rivelano estremamente utili per coglierne meglio certi aspetti, o per conoscere meglio la persona dell'autore; è il caso di Cicerone, Goethe e Leopardi.